# Případ běžkyně v Central Parku

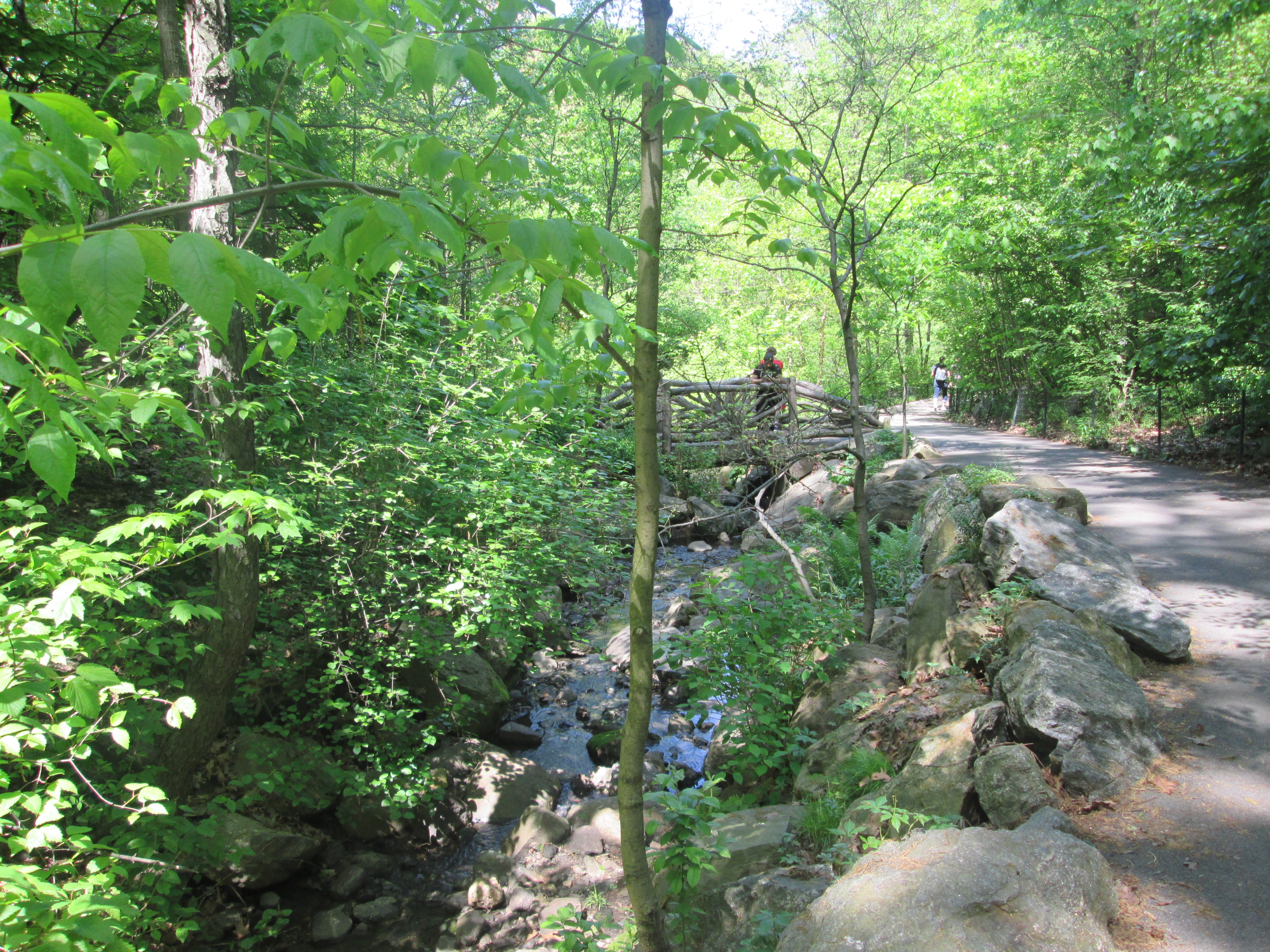
North Woods – jedno z míst, kde byl nahlášen útok

Případ běžkyně v Central Parku byl kriminální případ založený na napadení a znásilnění Trishi Meili, 28leté ženy, která si byla zaběhat v newyorském Central Parku, přičemž byla brutálně napadena a znásilněna. Případ zahrnoval také napadení dalších osmi osob na území Central Parku v noci z 19. dubna 1989. Tři z obětí napadení byli Afroameričané nebo Hispánci. Zranění Meili byla tak vážná, že strávila celých 12 dní od útoků v kómatu. Násilné řádění bylo připisováno skupině 30 až 32 mladistvých. Policie do parku dorazila mezi devátou a desátou hodinou v noci, poté co byly nahlášeny první zločiny. Brutálně zbitá Trisha Meili však byla nalezena až v půl druhé ráno. Po objevení znásilněné ženy policie zintenzivnila pátrání a zatkla dalších čtrnáct podezřelých. Ze všech zatčených nakonec obvinila deset osob. Mezi nimi byli i čtyři afroameričtí a dva hispánští mladiství, kteří byli 10. května obviněni z napadení, loupeže, znásilnění, vyvolávání nepokojů, pohlavního zneužití a pokusu o vraždu Meili.
Případ byl u soudu rozdělen na dva. Nejdříve byla souzena skupina pěti chlapců, soud s šestým proběhl později. Obžaloba skupiny chlapců byla založena na nahraných přiznáních, která učinili po výsleších na policii. Během výslechů však žádnému z podezřelých nebyla poskytnuta právní pomoc. Po několika týdnech všichni podezřelí tato přiznání odvolali a u soudu deklarovali, že jsou nevinní. DNA žádného z obviněných se nenašla na místě činu a neodpovídala ani nalezeným vzorkům semene. Nalezené vzorky patřily tehdy neidentifikovanému muži. Ačkoliv neexistoval žádný fyzický důkaz, který by podezřelé spojoval s místem činu, byli v roce 1990 odsouzeni. Čtyři nezletilí podezřelí byli odsouzeni k 6 až 7 letům odnětí svobody; pátý, kterému bylo v době spáchání činu šestnáct let, byl souzen jako dospělý a odseděl si 13 let ve vězení. Dalších pět obviněných, kteří byli souzeni v ostatních napadeních té noci, se u soudu přiznali výměnou za snížení trestů a byli odsouzeni k nižším trestům.
V roce 2001 se k činu přiznal Matias Reyes, který si v té době již odpykával doživotí za vraždu a několik znásilnění. Jeho vina byla potvrzena porovnáním s nalezenými vzorky DNA. Reyes uvedl, že celý čin provedl sám. Za znásilnění Trishi Meili již nebyl souzen, jelikož byl případ v roce 2001 již promlčený. V roce 2002 Robert Morgenthau, newyorský návladní, vedl vyšetřování a doporučil státnímu soudu stáhnout všechna obvinění proti původně odsouzeným. Soud tak učinil v roce 2002. V roce 2003 pětice osvobozených mužů zažalovala město New York za nespravedlivé odsouzení, rasovou diskriminaci a emoční újmu. Město jim však odmítlo vyhovět. Až se změnou vedení bylo poškozeným mužům v roce 2014 vyplaceno odškodnění v celkové výši 41 milionů dolarů. Muži zažalovali také stát New York, který jim v roce 2016 vyplatil další odškodnění ve výši 3,9 milionu dolarů.

## Útoky
Dne 19. dubna 1989, po deváté hodině večer, vtrhla skupina 30 až 32 mladistvých, kteří všichni žili ve východním Harlemu, do Central Parku. Někteří z nich se dopustili řady přečinů (napadení a loupeží), zejména v oblasti severní části parku. Přepadení činy ihned nahlásili policii. Někteří útočníci mezitím postupovali parkem směrem na jih a pokračovali v kriminálních aktivitách. Mezi oběťmi byl také John Loughlin, čtyřicetiletý učitel, který byl útočníky zbit, okraden a zanechán v bezvědomí. Několik hodin po útocích, kolem půl druhé ráno, byla v parku nalezena brutálně zbitá a znásilněná žena. Její bezvládné tělo bylo podle vyšetřovatelů odtaženo téměř 100 metrů na sever parku. Po jejím nalezení policie zintenzivnila pátrání po útočnících a zatkla celou řadu mladistvých. Policii trvalo dva dny než ženu identifikovala, byla jí Trisha Meili, osmadvacetiletá investiční bankéřka, která si byla v parku zaběhat. Po útoku byla 12 dní v kóma, utrpěla podchlazení, otřes mozku, vnitřní krvácení, poranění lebky a krvácením ztratila 75 až 80 % své krve. Byla rovněž znásilněná. I přes nepříznivé prognózy však přežila.

## Výslechy

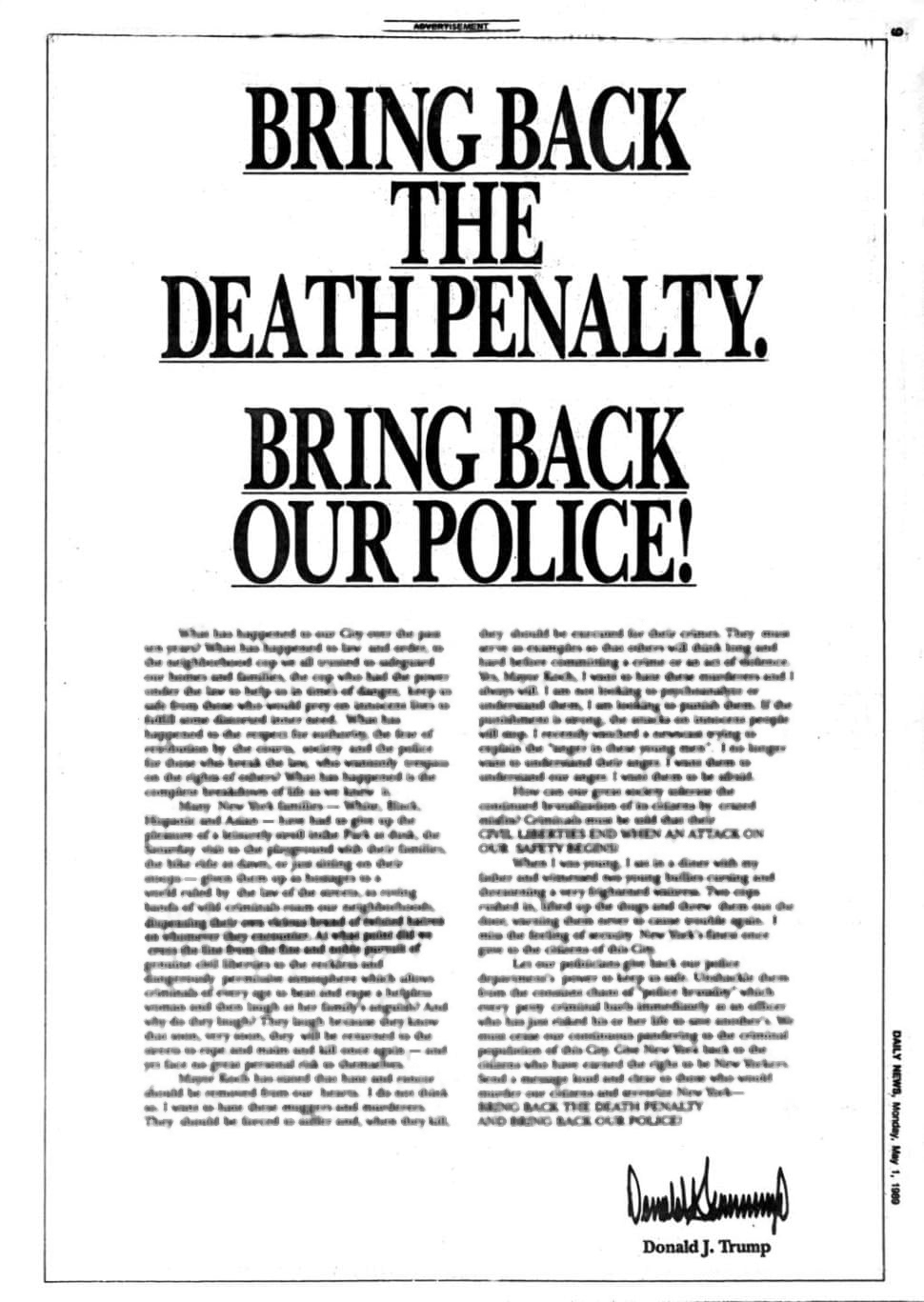
Zaveďte znovu trest smrti! – Trumpova inzerce

Během noci 19. dubna policie zadržela kolem 20 mladistvých, mezi nimi byli i později odsouzení Raymond Santana a Kevin Richardson, kterým v té době bylo 14 let. Druhého dne byli zadrženi další mladiství a mezi nimi Antron McCray a Yusef Salaam (oběma bylo 15 let) a Korey Wise, kterému bylo 16 let. Korey Wise nebyl mezi podezřelými, ale na policejní stanici doprovodil Yusefa Salaama, se kterým se kamarádil. Pětice byla spojena s pokusem o vraždu Meili a každý z nich byl policií vyslýchán po sedm hodin v kuse. Během výslechů byli někteří podezřelí drženi bez pití a jídla. Po těchto sedmi hodinách se detektivové snažili nahrát jejich přiznání. Nahrávky však byly pořízené až 21. dubna poté, co někteří zadržení již dva dny nespali. Santana, McCray a Richardson sice nahráli své přiznání za přítomnosti svých rodičů, ale žádný z rodičů, ani právní pomoc, nebyli přítomni během výslechů. Wise učinil přiznání bez přítomnosti zákonného zástupce. Salaamovi bylo v době činu 15 let, ale prokázal se průkazkou, podle které mu bylo 16. Tím by ztratil nárok na přítomnost rodiče u přiznání. Poté, co na policejní stanici dorazila jeho matka policii sdělila, že mu je 15 a že nemají nárok ho vyslýchat. Salaam tak přiznání neučinil. Policie přesto soudu později předložila záznam, ve kterém tvrdila, že Salaam učinil ústní přiznání. Všichni obvinění později uvedli, že je policie během výslechů zastrašovala a tlačila na ně falešnými důkazy a svědectvími.
Policejní vyšetřování vedla Linda Fairsteinová, která vedla jednotku vyšetřující sexuální násilí. Po celý život stála za svými postupy a tvrdila, že výslechy byly vedeny řádně a všechny výpovědi byly podány dle zákonů. Již v roce 1976 byla jmenována do funkce okresní návladní, ze které odešla v roce 2002. Poté začala psát knihy. Po zveřejnění seriálu When They See Us v roce 2019, který se případu věnoval, s ní její dlouholetý nakladatel rozvázal smlouvu. Také musela opustit předsednictva dvou neziskových organizací, ve kterých působila.
Budoucí prezident USA Donald Trump, tehdy (1989) coby realitní magnát nechal v řadě novin publikovat inzerci, ve které v souvislosti s případem volal po znovuzavedení trestu smrti. Inzerce ho stála 85 000 dolarů.

## Soudní procesy a odsouzení
Obžaloba rozdělila případ na dva procesy. První, který probíhal mezi červnem a srpnem 1990, se věnoval části obviněných, konkrétně před soudem stanuli Antron McCray, Yusef Salaam a Raymond Santana. Každý měl svého vlastního obhájce. Porota byla rasově vyrovnaná. V procesu byli všichni tři odsouzeni za napadení a znásilnění Meili a napadení a okradení Johna Loughlina. Soudce Thomas B. Galligan je odsoudil k maximálnímu trestu pro mladistvé – 5 až 10 letům ve věznici pro mladistvé.
V říjnu 1990 navázal druhý proces, ve kterém byli souzeni Kevin Richardson a Korey Wise. Proces skončil v prosinci 1990. Obžalobu v procesu vedla prokurátorka Elizabeth Ledererová. Během jejího křížového výslechu Wise, se tehdy 16letý hoch zhroutil. Soud přesto pokračoval. Kevin Richardson byl k napadení a znásilnění také obviněn z pokusu o vraždu a byl odsouzen také k maximálnímu trestu pro mladistvé – 5 až 10 letům ve věznici pro mladistvé. Korey Wise byl odsouzen k 5 až 15 letům odnětí svobody v běžné věznici pro dospělé. V roce 2019, po zveřejnění seriálu When They See Us, Elizabeth Ledererová opustila post profesorky na Columbia Law School.
Všichni mladiství si odseděli přes 6 let. Richardson, Salaam a Santana ve věznici studovali a absolvovali vyrovnávací maturitní testy (GED) a obdrželi také titul diplomovaný specialista. Wise byl z vězení propuštěn v srpnu 2002. Všichni odsouzení po celou dobu výkonu trestů trvali na tom, že jsou nevinní. Santana byl v roce 1999 odsouzen k odnětí svobody za držení cracku. Z vězení byl znovu propuštěn v roce 2002, soudce tehdy připustil, že spáchaný zločin byl podmíněn falešným uvězněním z roku 1989.
V roce 2001 se k činu přiznal Matias Reyes, který si v té době již odpykával doživotí za vraždu a několik znásilnění. Jeho vina byla potvrzena porovnáním s nalezenými vzorky DNA. Reyes uvedl, že celý čin provedl sám. Za znásilnění Trishi Meili již nebyl souzen, jelikož byl případ v roce 2001 již promlčený. V roce 2002 Robert Morgenthau, newyorský návladní vedl vyšetřování a doporučil státnímu soudu stáhnout všechny obvinění proti původně odsouzeným. Soud tak učinil v prosinci 2002.

## Život po vězení
V roce 2003 pětice osvobozených mužů zažalovala město New York za nespravedlivé odsouzení, rasovou diskriminaci a emoční újmu. Město, pod vedením starosty Michaela Bloomberga, jim však odmítlo vyhovět. Až se změnou vedení, po zvolení starosty Billa de Blasia, bylo poškozeným mužům v roce 2014 vyplaceno odškodnění v celkové výši 41 milionů dolarů. Muži zažalovali také stát New York, který jim v roce 2016 vyplatil další odškodnění ve výši 3,9 milionu dolarů.
Mezi lety 1989 a 2016 se díky DNA analýzám ukázalo, že jen v New Yorku bylo 325 osob neprávem odsouzeno za zločiny, které nespáchaly. Kevin Richardson, Raymond Santana a Yusef Salaam se po propuštění věnovali aktivismu a snahám o změnu newyorského justičního systému. Jejich snahy se vyplatily, v roce 2018 město New York přistoupilo na povinné pořizování videozáznamů z policejních výslechů. Yusef Salaam byl za svůj aktivismus v roce 2016 vyznamenán prezidentem Barackem Obamou. Korey Wise se také věnoval prosazování změny justičního systému. Například věnoval 190 000 dolarů ze svého odškodnění organizaci Innocence Project, která pomáhá neprávem obviněným osobám.

## V jiných médiích
- 2012 – The Central Park Five – dokumentární film, režie Ken Burns, Sarah Burns a David McMahon
- 2019 – When They See Us – minisérie streamovací služby Netflix, režie Ava DuVernay
- 2019 – The Central Park Five, opera Long Beach Opera Company, hudba Anthony Davis a libreto Richard Wesley